# Marwayne
Marwayne es un pueblo canadiense situado en la provincia de Alberta.

## Superficie
Marwayne tiene una superficie de 1,6 km².

## Demografía
En 2021, tenía 543 habitantes, una densidad poblacional de 339,3 hab./km², y 263 viviendas.